# آدامنثيا

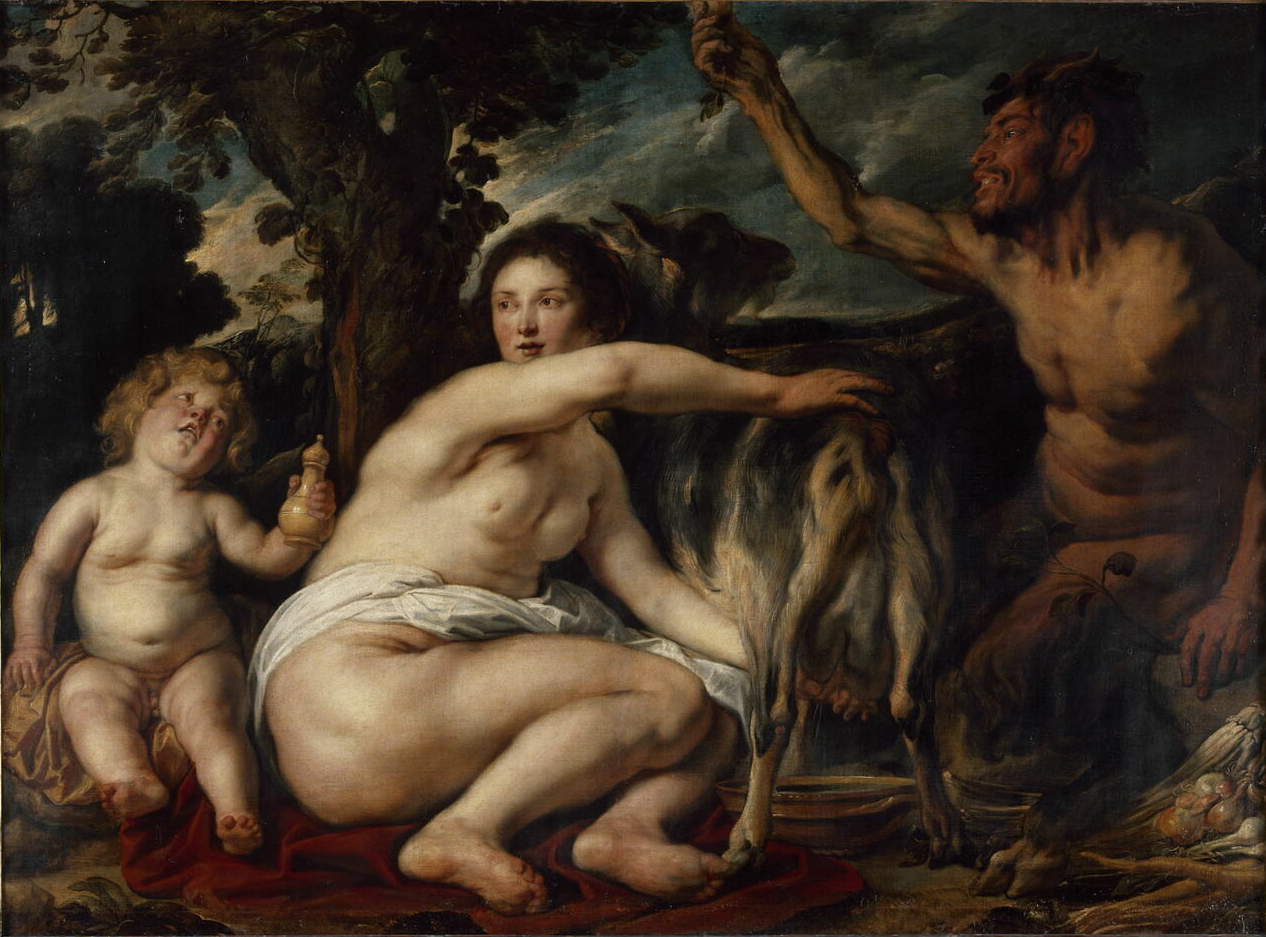
لوحة زيتية لياكوب يوردانس: طفولة زيوس (أمالثيا العنزة تغذي زيوس)، متحف اللوفر.

آدامنثيا (بالإنجليزية: Adamanthea)‏ هي حورية في الميثولوجيا الإغريقية اضطلعت بمهمة تنشئة الطفل زيوس بعيدًا عن أنظار والده كرونوس. تعتبر آدامنثيا شخصية غامضة ومهمة في الأساطير الإغريقية، لأن زيوس لم يكن ليكون الإله اليوناني البارز بدون مساعدتها، وهي حورية أو أميرة. في روايات أخرى، دُعيت مرضعة زيوس بأسماء عدة وهي: إيجا (Aega) أو آيدا (Ida) أو أدراستيا (Adrastea) أو نيدا (Neda) أو هيليسي (Helice) أو سينوسرا (Cynosura). أما علاقة آدامنثيا بالعنزة أمالثيا [الإنجليزية] فهي غير واضحة.

## الأسطورة
يُروى أن والد زيوس، كرونوس، كان ينوي ابتلاع الإله الرضيع، لأنه ابتلع شقيق زيوس المولود سابقًا، لكن أم الأرض ريا أخفت الرضيع في جزيرة كريت، في رعاية آدامنثيا. كان كرونوس قادرًا على رؤية كل شيء يقع في كل الممالك التي يسيطر عليها: الأرض والسماء والبحر. فعمدت آدامنثيا إلى خداعه، إذ جعلت مهد زيوس يتدلى من أغصان شجرة فكان معلقًا بين السماء والأرض، فلا هو في الأرض ولا هو في السماء، ولا هو في البحر، فلم يره أبوه. وقبل ذلك، كانت ريا قد قدمت لكرونوس حجرًا ملفوفًا على شكل طفل ليبتلعه بدلا عن زيوس ما أتاح لها فرصة لكي تعهد بزيوس إلى آدامنثيا.